# Kadua cookiana
Kadua cookiana ist eine Pflanzenart aus der Gattung Kadua in der Familie der Rötegewächse (Rubiaceae). Sie kommt endemisch auf Hawaii vor.

## Beschreibung

### Vegetative Merkmale
Kadua cookiana wächst als kleiner, vielfach verzweigter Strauch, dessen gerillte Stämme zwischen 0,1 und 0,2 Meter lang werden. Alle Triebe sind kahl.
Die gegenständig an den Zweigen angeordneten Laubblätter sind in einen Blattstiel und eine Blattspreite gegliedert. Der Blattstiel ist 0 bis 0,5 Zentimeter lang. Die einfache, papierartige Blattspreite ist bei einer Länge von 4 bis 8 Zentimetern sowie einer Breite von rund 0,05 bis 0,12 Zentimetern linealisch. Der leicht zurück gebogene Spreitenrand ist ganzrandig. Von jeder Seite des Blattmittelnerves zweigen mehrere undeutliche Seitennerven ab. Die Nebenblätter sind auf eine gekielte Stachelspitze reduziert. Sie mit der Basis des Blattstieles verwachsen und bilden dadurch eine Blattscheide. Die linealisch-pfriemliche Stachelspitze ist 0,2 bis 0,5 Zentimeter lang.

### Generative Merkmale
Die zymösen Blütenstände sind kahl oder fein behaart. Die Blütenstände enthalten drei bis sieben gestielte Einzelblüten. Die Blütenstiele werden 0,8 bis 1,5 Zentimeter lang, wobei der Blütenstiel der mittleren Einzelblüte am längsten ist.
Die vierzähligen Blüten sind radiärsymmetrisch. Der kreiselförmige Blütenbecher wird etwa 1,5 Millimeter lang. Die Kelchblätter sind miteinander zu einer Kelchröhre verwachsen. Die Kelchlappen sind bei einer Länge von 4 bis 6 Millimetern sowie einer Breite von 1,5 bis 2 Millimetern linealisch-dreieckig geformt. Die weißen und fleischigen Kronblätter sind stieltellerförmig miteinander verwachsen. Die Kronröhre erreicht eine Länge von 0,8 bis 0,9 Zentimeter und hat einen annähernd quadratischen Querschnitt. Die vier Kronlappen erreichen Längen von etwa 0,2 Zentimetern.
Die Kapselfrüchte sind bei einer Länge von 0,3 bis 0,35 Zentimeter und einer Dicke von 0,35 bis 0,4 Zentimeter kreiselförmig-kugelig geformt. Das Endokarp ist etwas verholzt. Jede der Früchte enthält mehrere rötlich braune Samen. Sie sind unregelmäßig keilförmig und etwas zusammengepresst.

## Vorkommen und Gefährdung
Das natürliche Verbreitungsgebiet von Kadua cookiana liegt auf einigen zu Hawaii gehörenden Inseln. Kadua cookiana ist ein Endemit, der auf den Inseln Hawaiʻi und Kauaʻi vorkommt.
Kadua cookiana gedeiht zumindest auf Kauaʻi in Höhenlagen von 244 bis 366 Metern. Die Art wächst dort auf feuchten Felsklippen, vor allem in der Nähe von Wasserfällen. Als vergesellschaftete Arten treten unter anderem Bidens forbesii, Boehmeria grandis, Carex wahuensis, Hibiscus kokio, Kadua elatior, Machaerina angustifolia und Psydrax odorata auf.
Kadua cookiana wird in der Roten Liste der IUCN als „stark gefährdet“ eingestuft. Als Hauptgefährdungsgründe werden die Verdrängung durch invasive Arten sowie Erdrutsche genannt. Der Gesamtbestand, welcher aus etwa 100 ausgewachsenen Pflanzen verteilt auf zwei Populationen besteht, wird als rückläufig angesehen.

## Taxonomie
Die Erstbeschreibung als Kadua cookiana erfolgte 1829 durch Adelbert von Chamisso und Diederich Franz Leonhard von Schlechtendal in Linnaea.